# João IV de Antioquia
João IV de Antioquia foi o patriarca ortodoxo grego de Antioquia de depois de agosto de 1056 até antes de agosto de 1057. Segundo o Escilitzes de Madrid, em 1057 João IV convocou Teodósio Crisoberges, um monge bitínio, para sucedê-lo no trono patriarcal.